# Karl Stull
Karl Stull (* 4. November 1891 in Graz; † unbekannt) war ein österreichischer Bezirkshauptmann und deutscher Landrat.

## Leben und Wirken
Stull promovierte und legte am 31. März 1917 die große Staatsprüfung ab. Am 13. April 1935 wurde Stull zum Bezirkshauptmann der Bezirkshauptmannschaft Hartberg im Land Steiermark in Österreich ernannt. Nach dem Anschluss Österreichs stellte er sich in den Dienst der deutschen Nationalsozialisten, beantragte am 20. Mai 1938 die Aufnahme in die NSDAP und wurde zum 1. Juni 1940 aufgenommen (Mitgliedsnummer 7.642.053). Dadurch wurde er als Landrat des neugebildeten Landkreises Hartberg übernommen. Er blieb bis zum Ende des Zweiten Weltkrieges im Amt.